# 捷恰河
捷恰河是俄羅斯的河流，位於車里雅賓斯克州和庫爾干州內，河道全長243公里，流域面積7,500平方公里，發源自車里雅賓斯克西北約80公里的奧焦爾斯克，一直朝東北方向流進，最終在達爾馬托沃注入托博爾河的支流伊谢季河。
1949年至1956年期間，附近的核設施把7,600萬立方米的放射性廢料倒進河中，現時捷恰河上游河水不能用作飲用或灌溉。
56°14′12″N 62°57′3″E / 56.23667°N 62.95083°E